# Milicia Montañista
La West Virginia Mountanier Militia (conocida comúnmente como "Milicia Montañesa") fue un grupo paramilitar local antigubernamental, cuyos miembros planeaban detonar explosivos contra de un edificio del FBI en Clarksburg, Virginia Occidental en 1996. El grupo también tuvo contactos con otras milicias de otros estados.

## Actividades y Arrestos
El 11 de octubre de 1996, siete hombres fueron arrestados al tener vínculos directos con la Milicia Montañesa, los arrestados fueron detenidos por la conspiración para atacar las oficinas de  los Servicios de Información de Justicia Criminales, pertenecientes al FBI, en Clarksburg, Virginia Occidental, después de una investigación de 16 meses. El grupo incluso consideró matar al  Senador Jay Rockefeller y Presidente de la Reserva Federal Alan Greenspan en una especia de "guerra santa" contra el "tiranico" gobierno de los EE. UU.
Mientras los miembros del grupo habían reunido grandes cantidades de explosivos y detonadores. El dirigente de la milicia Floyd Raymond Looker obtuvo planos de las instalaciones del FBI en Clarksburg. Los explosivos plásticos fueron confiscados por oficiales del FBI y el ATF en cinco ubicaciones en Virginia Occidental, Pensilvania, y Ohio. Looker fue tomado a custodia después de intentar vender los planos del edificio en $50,000 dólares a un agente encubierto del FBI, quien se hacía pasar por un representante de un grupo terrorista internacional. En 1998 Looker estuvo sentenciado a 18 años en prisión. Los cargos con quienes eran jueces  incluyen conspiración para fabricar explosivos, explosivos de transporte a través de líneas estatales y colocarles cerca los servicios de Información de Justicia Criminales del FBI centro en Clarksburg. Uno de los arrestados, Edward Moore y Jack Phillips, fueron encarcelados por la producción y traico de explosivos, incluyendo nitroglicerina casera y C-4. Antes de los arrestos, Moore dijo al Señor Looker y el informante del FBI, que perfeccionaron un lanzagranadas caseros. También, las autoridades dijeron, que el grupo realizó algunas prácticas en la que detonaron varios dispositivos explosivos que dejó un agujero 60 cm de ancho y 1,2 metros de profundidad.
Otro arrestado fue James R. Rogers, (40) un bombero de Clarksburg. Está acusado por haber proporcionando un total de 12 fotografías del complejo de FBI, incluyendo planes para el centro de ordenador subterráneo, con el objetive para atacar aquella parte del complejo. El grupo también extendido un vídeo en el internet llamó "América bajo Asedio", la edición dirigida a los recluta que menciona que es la prueba de "actos tiranos autorizados por el gobierno federal en contra sus propios ciudadanos".

### Condenas
El 29 de marzo de 1998 el dirigente Floyd "Ray" Looker fue condenado a 18 años en una prisión federal. Looker (57), fue de los primeros acusados bajo la ley antiterrorista de 1994 que hace delito para proporcionar recursos materiales a actividades de terroristas. Mientras Looker se declaró culpable de los cargos de conspiración, en varias ocasiones mencionó que los planos y materiales que tenía no pudieron haber hecho que el ataque fuera exitoso.. James R. Rogers, estuvo sentenciado a 10 años, por conspiración y proporcionar recursos materiales.